# Lagarde, Ariège

Lagarde este o comună în departamentul Ariège din sudul Franței. În 1 ianuarie 2022 avea o populație de 210 de locuitori.